# Bui (Nord-Ouest)

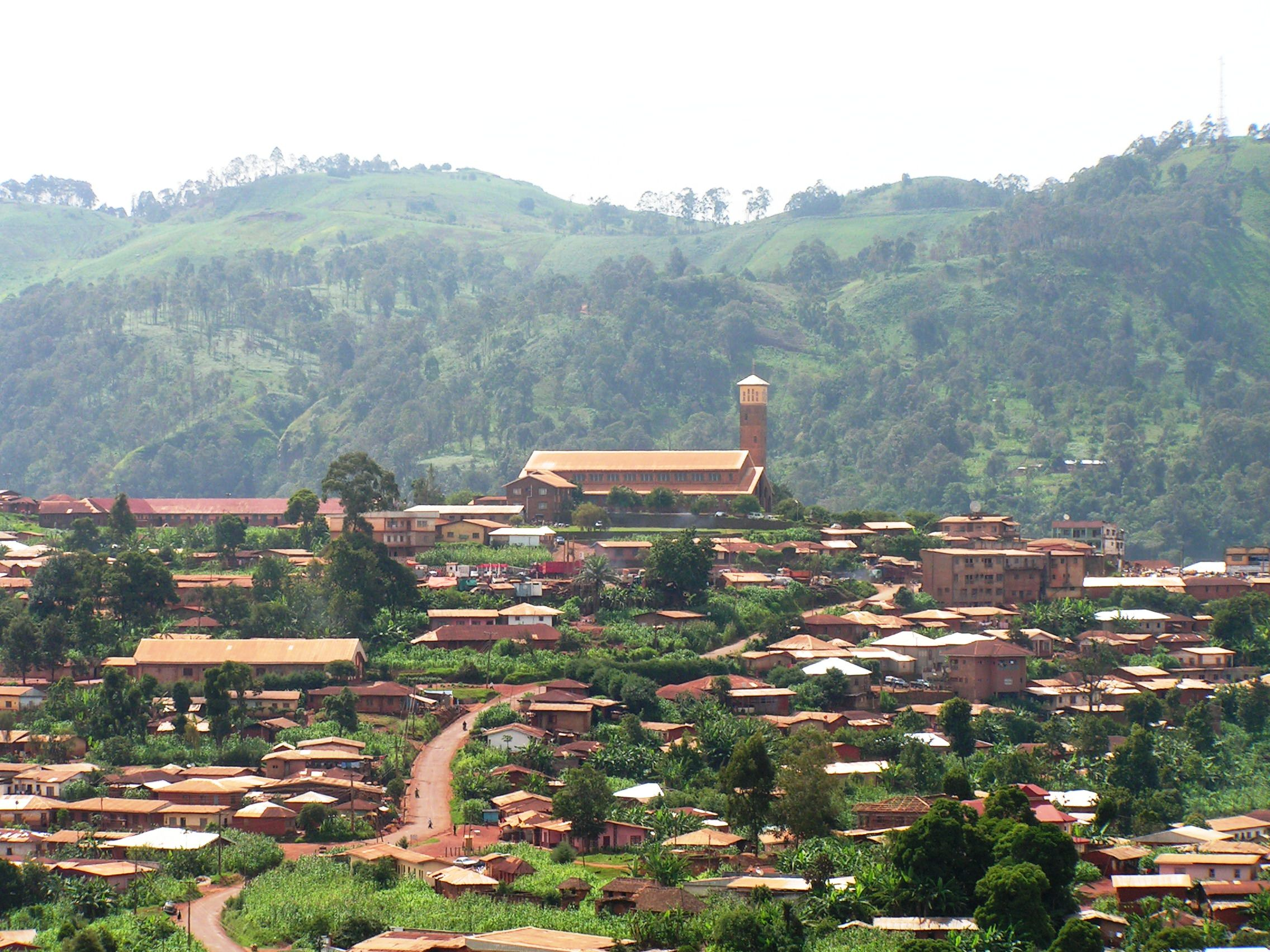
Zicht op Kumbo en de kathedraal

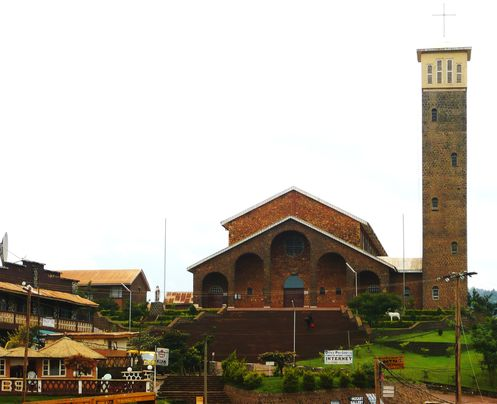
De kathedraal van Kumbo in Bui

Bui is een departement in Kameroen, gelegen in de regio Nord-Ouest. De hoofdplaats van het departement is Kumbo. De totale oppervlakte bedraagt 2.297 km². Met 322.877 inwoners bij de census van 2001 leidt dit tot een bevolkingsdichtheid van 141 inw/km².
Het departement ligt in het Engelstalige deel van het land. De belangrijkste bevolkingsgroepen zijn de Nso’, Oku en Noni.

## Gemeenten
Bui is onderverdeeld in zes gemeenten:
- Jakiri
- Kumbo
- Mbven (Mbiame)
- Nkum
- Noni (Nkor)
- Oku (Elak-Oku)